# مدينة محمود عباس للحجاج والمعتمرين

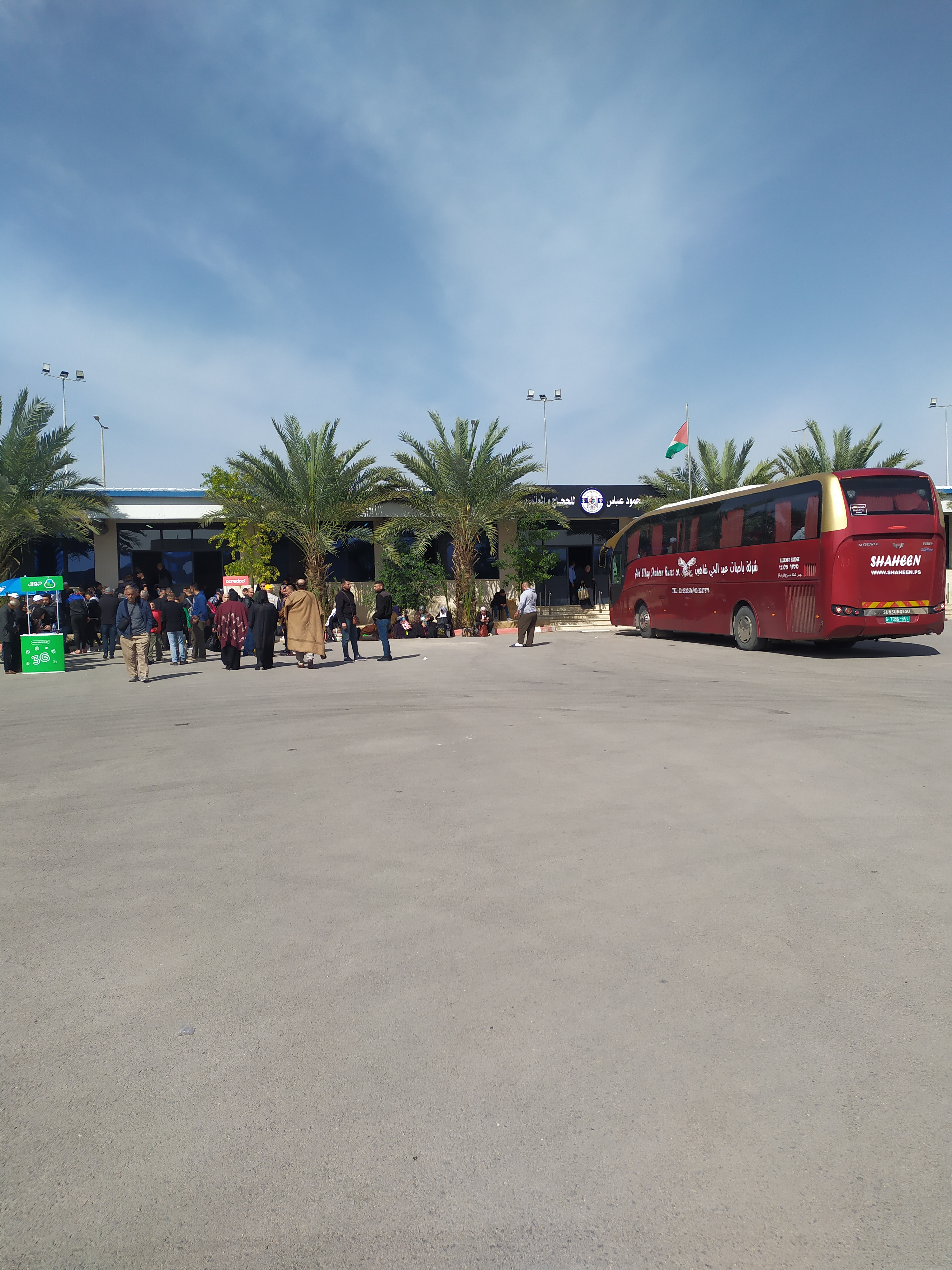
صورة من مدينة محمود عباس للحجاج والمعتمرين بمدينة أريحا

مدينة محمود عباس للحجاج والمعتمرين تقع في مدينة أريحا الفلسطينية، وهي مقر فلسطيني دائم يخدم المسافرين عبر معبر الكرامة إلى الأراضى الأردنية.

## الموقع
تقع في المنطقة القريبة من معبر الكرامة- الحدود الأردنية، وهي عبارة عن مرافق لاستقبال المسافرين من وإلى الأردن، وتوفر لهم سبل الراحة، وبها قاعة كبيرة ومرافق صحية ومنافع ومسجد للنساء وآخر للرجال وبعض المرافق العامة والصحية الأخرى.

## أهمية مدينة محمود عباس للحجاج والمعتمرين
تخدم أكثر من ثلاث ملايين من الفلسطينيين المسافرين سنويا عبر معبر الكرامة الاردني، وأكثر من نصف مليون من الحجاج والمعتمرين في كل عام .